# Velika Mlaka
Velika Mlaka falu Horvátországban Zágráb megyében. Közigazgatásilag Velika Goricához tartozik.

## Fekvése
Zágráb központjától 8 km-re délkeletre, községközpontjától 4 km-re északnyugatra, a Túrmező síkságán, az A3-as autópálya és a Zágráb – Sziszek vasútvonal között fekszik.

## Története
1225-ben IV. Béla még szlavón hercegként a zágrábi várhoz tartozó egyes jobbágyokat nemesi rangra emelt, akik mentesültek a várispánok joghatósága alól és a zágrábi mező (Campi Zagrabiensis) nemeseinek közössége, azaz saját maguk által választott saját joghatóság (comes terrestris) alá kerültek. Az így megalakított Túrmezei Nemesi Kerülethez tartozott a település is. A kerület Polje járásának egyik judikátusi székhelye volt. A túrmezei kerület megszüntetése után a falut is a Zágráb vármegyéhez csatolták. Fatemplomát 1642-ben építették, 1976-ban plébániatemplom rangjára emelkedett.
1857-ben 465, 1910-ben 725 lakosa volt. Trianon előtt Zágráb vármegye Nagygoricai járásához tartozott. 2001-ben a falunak 3306 lakosa volt.

## Lakosság
| Lakosság változása | Lakosság változása | Lakosság változása | Lakosság változása | Lakosság változása | Lakosság változása | Lakosság változása | Lakosság változása | Lakosság változása | Lakosság változása | Lakosság változása | Lakosság változása | Lakosság változása | Lakosság változása | Lakosság változása |
| ------------------ | ------------------ | ------------------ | ------------------ | ------------------ | ------------------ | ------------------ | ------------------ | ------------------ | ------------------ | ------------------ | ------------------ | ------------------ | ------------------ | ------------------ |
| 1857               | 1869               | 1880               | 1890               | 1900               | 1910               | 1921               | 1931               | 1948               | 1953               | 1961               | 1971               | 1981               | 1991               | 2001               |
| 465                | 527                | 514                | 651                | 742                | 725                | 736                | 749                | 815                | 867                | 941                | 1157               | 2210               | 2925               | 3306               |

## Nevezetességei
Szent Borbála tiszteletére szentelt fatemplomát 1642-ben építették, a 19. század végén megújították. A fedett bejárati rész és a torony 1912-ben készült, ekkor nyerte el az épület mai formáját. A templom Észak-Horvátország egyik legszebb barokk fatemploma. A templom belsejét, a falakat, a mennyezetet és az oltárt a legkisebb részletekig képek és növényi ornamentika díszíti, melyek háromszáz év múltán sem veszítettek szépségükből. A legrégibb képek 1699-ből származnak. A tizenkét jelenetet ábrázoló kora barokk szárnyas főoltár 1679-ben készült, ismeretlen mester alkotása. A szárnyak külső oldalán Szent Borbála életéből vett jelenetek láthatók, míg belső részén Krisztus szenvedéstörténete található. Különösen érdekes Szent Kümmernisnek 1759-ből származó képe, akit keresztre feszített szakállas nőként szoktak ábrázolni, ugyanis legendája szerint úgy védte meg szüzességét, hogy imái hatására kinőtt a szakálla. A jobb oldali oltárképen Szent Györgynek, a Túrmező kedvelt szentjének a sárkánnyal vívott harca látható. A templom mellett gazdagon faragott emeletes faépület áll, a plébánia épülete.

## Külső hivatkozások
- Velika Gorica hivatalos oldala
- Velika Gorica turisztikai egyesületének honlapja
- A Túrmező honlapja
- A plébánia honlapja
- Az alapiskola honlapja